# Нора Аунор
Нора Аунор (повне ім'я Марія Леонора Тереза Кабальтера Аунор; 21 травня 1953 — 16 квітня 2025) — філіппінська акторка, продюсер і співачка. Аунор також грала головні ролі у декількох театральних постановках, телевізійних шоу і концертах.
У 1999 році Аунор отримала від Філіппінського культурного центру Centennial Honor for the Arts. Вона була єдиною акторкою кіно, включеною до престижного переліку нагороджених.
У 2010 році організацією Green Planet Awards була визнана однією з «10 Найкращих азійських акторок десятиліття».

## Музична кар'єра
Аунор випустила більш ніж 360 синглів, записала більш ніж 200 пісень і більш ніж 50 альбомів. Вона записала більше 30 золотих синглів і кавер Нори до «Pearly Shells» з приблизно мільйоном проданих одиниць є одним з бестселерів на Філіппінах.

## Кінокар'єра
Аунор була номінована і отримала багато національних та міжнародних нагород. Вона є першою філіппінською акторкою, яка здобула міжнародну нагороду на великому міжнародному фестивалі (Каїрський міжнародний кінофестиваль — 1995 за фільм The Flor Contemplacion Story). Вона брала участь у фільмах чотирьох режисерів, що отримали «Філіппінську національну акторську нагороду» (Philippine National Artist Award) — Ґерардо де Леон (Gerardo de Leon), Ламберто Авеллана (Lamberto Avellana), Ліно Брока (Lino Brocka), Ішмаель Берналь (Ishmael Bernal).
- Єдина філіппінська акторка з найбільшою кількістю міжнародних нагород і номінацій (Каїрський міжнародний кінофестиваль — 1995, Східна Азія — 1997, Брюссель — 2004), номінацій (Берлінський кінофестиваль — 1983, Сингапур — 1997, Каїрський міжнародний кінофестиваль — 1999, Сингапур — 1999).

- Перший філіппінський актор, який отримав акторську нагороду великого кінофестивалю (Каїрський міжнародний кінофестиваль — 1995 за фільм «The Flor Contemplacion Story»).

- Перший і єдиний філіппінський актор, якого було номіновано на нагороду міжнародного кінофестивалю першого ешелону (Берлін — 1983 за фільм «Himala» (Диво).

- Перша філіппінська акторка, що виступила в ролі члена журі на Міжнародному кінофестивалі (Гаваї — 1996).

- Himala (Диво) є першим і досі єдиним філіппінським фільмом, який будь-коли проходив в основну сітку Берлінського кінофестивалю.

- Єдина філіппінська акторка включена у перелік «10 Найкращих акторок Десятиліття (Азія)» від Green Planet Film Awards у 2010 році, у Голлівуді, Каліфорнія.